# Petrus Johannes Goossens
Petrus Johannes Goossens (Deurne en Liessel, 25 november 1886 – Veghel, 12 februari 1962) was een Nederlands politicus. 
Hij werd geboren als zoon van Willem Arnoldus Goossens (1831-1900; koopman) en Maria Angelina Smolenaars (1845-1901). Hij volgde in 1913 H.Th. Verhoysen op als gemeentesecretaris van Someren en in 1919 werd Goossens in dezelfde functie benoemd bij de gemeente Bladel en Netersel. In 1924 volgde daar zijn benoeming tot burgemeester. Vanaf 1941 was hij daarnaast waarnemend burgemeester van de gemeente Hoogeloon, Hapert en Casteren. In 1945 werd hij benoemd tot burgemeester van die gemeente naast het burgemeesterschap van Bladel en Netersel. Goossens ging eind 1951 met pensioen en overleed in 1962 op 75-jarige leeftijd. 